# Morena Baccarin
Morena Silva de Vaz Setta Baccarin (Río de Janeiro, 2 de junio de 1979), conocida como Morena Baccarin, es una actriz brasileño-estadounidense.

## Biografía

### Primeros años
A los siete años, Morena se trasladó junto a su familia a Greenwich Village (Nueva York) y estudió en la escuela pública, estudio en su adolescencia en Francia, Canada, Alemania y Brasil, y en el New York City Lab School for Collaborative Studies, donde compartió clases con su compañera de reparto en Homeland: Claire Danes.

### Carrera
En 2001, consiguió su primer papel en el cine con Perfume, junto a Jeff Goldblum. Ese mismo año protagonizó la película War off Broadway y después actuó junto a Natalie Portman en la versión de la obra de Antón Chéjov La gaviota. Después formó parte del elenco de la serie Firefly, protagonizada por Nathan Fillion, y empezó a darse a conocer. Dobló a Canario Negro en la Liga de la Justicia Ilimitada e hizo un cameo en la serie The OC en 2006. Por aquel entonces, también actuó en el episodio piloto de Colgados en Filadelfia, interpretando a una mujer transexual. El episodio nunca fue emitido en televisión, ya que fue utilizado para mostrar el show a los ejecutivos de la FX.
En abril de 2006, se anunció que Morena sería la versión adulta de Adria, un villano recurrente en la décima temporada de Stargate SG-1 y que hasta el momento solo había aparecido en una versión infantil. Actuó por primera vez en el séptimo episodio (Counterstrike) y mantuvo el papel hasta el final de la serie. 
Actuó con un pequeño papel en la segunda temporada de How I Met Your Mother  (Chloe) y en Justice. En 2007, apareció en un episodio de Las Vegas y el 6 de abril de 2008 apareció en un episodio de Dirt, interpretando a una actriz de Hollywood. Entre 2009-2011 interpretó el papel de Anna en la serie V durante 22 episodios. e interpretó a un personaje relevante en el episodio decimonoveno de la tercera temporada de El mentalista, apareciendo nuevamente en el decimoquinto episodio de la cuarta temporada.
Entre 2011-2013 interpretó a la mujer de uno de los dos protagonistas de Homeland. Curiosamente, actúa junto a una de sus compañeras de colegio Claire Danes, la protagonista.
En 2014, se estrena la película animada Son of Batman donde presta su voz para el personaje de Talia al Ghul. También presta su voz para la Inteligencia artificial Gideon en The Flash.
Desde enero de 2015, cuando apareció por primera vez en el capítulo 11, interpreta a la doctora Leslie "Lee" Thompkins en Gotham.
En 2016, interpretó a Vanessa Carlysle (Copycat) en la película Deadpool. En 2018 repitió su papel en Deadpool 2.

### Vida personal
Baccarin se casó con el productor y director estadounidense Austin Chick en noviembre de 2011. Su hijo nació en octubre de 2013. Chick le pidió el divorcio en julio de 2015, citando diferencias irreconciliables. El 18 de marzo de 2016, el divorcio se hizo oficial.
En septiembre de 2015, Baccarin hizo público que estaba embarazada de su compañero de reparto en Gotham, el actor Ben McKenzie. Su hija nació en marzo de 2016. Anunciaron su compromiso en noviembre de 2016. Se casaron en Brooklyn, New York, el 2 de junio de 2017. Su segundo hijo en común y el tercero de Baccarin nació en marzo de 2021.

## Filmografía

### Películas
| Año  | Título                       | Rol                 | Notas                    |
| ---- | ---------------------------- | ------------------- | ------------------------ |
| 2001 | Perfume                      | Monica              |                          |
| 2001 | Way Off Broadway             | Rebecca             |                          |
| 2002 | Roger Dodger                 | Girl in Bar         |                          |
| 2005 | Serenity                     | Inara Serra         |                          |
| 2007 | Sands of Oblivion            | Alice Carter        | Película para televisión |
| 2008 | Death in Love                | Beautiful Woman     |                          |
| 2008 | Stargate: The Ark of Truth   | Adria               | Directo a DVD            |
| 2009 | Stolen                       | Rose Montgomery     |                          |
| 2011 | Look Again                   | Allison             | Película para televisión |
| 2014 | Back in the Day              | Lori                |                          |
| 2014 | Son of Batman                | Talia al Ghul (voz) | Directo a DVD            |
| 2015 | Spy                          | Karen Walker        |                          |
| 2016 | Deadpool                     | Vanessa             |                          |
| 2016 | Batman: Bad Blood            | Talia al Ghul (voz) | Directo a DVD            |
| 2018 | Deadpool 2                   | Vanessa             |                          |
| 2020 | Greenland                    | Allison Garrity     |                          |
| 2021 | Last looks: la última mirada | Lorena              |                          |
| 2023 | Fast Charlie                 | Marcie Kramer       |                          |
| 2024 | Deadpool & Wolverine         | Vanessa             |                          |
| 2024 | Elevation                    | Nina                |                          |
| 2025 | Millers in Marriage          | Tina                |                          |
| 2025 | Tropico                      | TBA                 |                          |

### Televisión
| Año       | Título                              | Papel                            | Notas                                                    |
| --------- | ----------------------------------- | -------------------------------- | -------------------------------------------------------- |
| 2002–2003 | Firefly                             | Inara Serra                      | 14 episodios                                             |
| 2005      | It's Always Sunny in Philadelphia   | Carmen                           | Episodio: "It's Always Sunny on TV"                      |
| 2005–2006 | Justice League Unlimited            | Black Canary (voz)               | 3 episodios                                              |
| 2006      | The O.C.                            | Maya Griffin                     | 3 episodios                                              |
| 2006      | How I Met Your Mother               | Chloe                            | Episodio: "Swarley"                                      |
| 2006      | Justice                             | Lisa Cruz                        | Episodio: "Christmas Party"                              |
| 2006–2007 | Stargate SG-1                       | Adria                            | 5 episodios                                              |
| 2007      | Las Vegas                           | Sara Samari                      | Episodio: "The Burning Bedouin"                          |
| 2007      | Heartland                           | Nurse Jessica Kivala             | 9 episodios                                              |
| 2008      | Dirt                                | Claire Leland                    | Episodio: "And the Winner Is"                            |
| 2008      | Numb3rs                             | Lynn Potter                      | Episodio: "Blowback"                                     |
| 2009      | Medium                              | Brooke Hoyt                      | Episodio: "All in the Family"                            |
| 2009–2011 | V                                   | Anna                             | 22 episodios                                             |
| 2010      | The Deep End                        | Beth Bancroft                    | Episodio: "Unaired Pilot"                                |
| 2011      | Batman: The Brave and the Bold      | Cheetah (voz)                    | Episodio: "Triumvirate of Terror!"                       |
| 2011–2014 | The Mentalist                       | Erica Flynn                      | 3 episodios                                              |
| 2011–2013 | Homeland                            | Jessica Brody                    | 29 episodios                                             |
| 2012–2013 | The Good Wife                       | Isobel Swift                     | 2 episodios                                              |
| 2014      | Warriors                            | Tory                             | Episodio piloto no emitido                               |
| 2014      | The Red Tent                        | Rachel                           | 2 episodios                                              |
| 2014–2022 | The Flash                           | Gideon (voz)                     | 26 episodios                                             |
| 2015–2019 | Gotham                              | Leslie Thompkins                 | 67 episodios                                             |
| 2019      | Una serie de eventos desafortunados | Beatrice Baudelaire              | 2 episodios                                              |
| 2019–2021 | Sessão de Terapia                   | Sofia Callas                     | 9 episodios                                              |
| 2020      | The Twilight Zone                   | Michelle Weaver / Phineas Lowell | Episodio: "Downtime"                                     |
| 2021      | Home Invasion                       | Casie                            | 6 episodios                                              |
| 2022      | It's Always Sunny in Philadelphia   | Carmen                           | Episodio: "It's Always Sunny on TV: Charlie Gets Cancer" |
| 2022      | The Endgame                         | Elena Federova                   | 10 episodios                                             |